# أوكسانا جريجوريفا
أوكسانا جريجوريفا هي مغنية، كاتبة أغاني وعازفة بيانو روسية، ولدت في سارانسك، موردوفيا بالاتحاد السوڤيتي، ومن مواليد 23 فبراير عام 1970. نشأت في اوكرانيا وروسيا. درست الموسيقي في موسكو وأكملت دراساتها بالمعهد في قازان قبل انتقالها إلى لندن. بعد دراستها في الأكاديمية الملكية للموسيقى، انتقلت إلى الولايات المتحدة، حيث انها عاشت هناك فترة طويلة من حياتها ما بين مدينة نيويورك ولوس انجلوس، كاليفورنيا، درست الموسيقى هناك وحصلت على براءة اختراع تقنية لتدريس الرموز الموسيقية للأطفال.
كانت جريجوريفا كمؤلفة أغاني محط للاهتمام والانتباه للجميع خاصة عام  2006 بعد أن أصبحت اغنيتها التي كتبتها “ Un Día llegará “ شائعة جوش غروبان في ألبوم Awake . وفي عام 2009، تم إصدار البومها " Beautiful heartache” مع الممثل والمخرج ميل جيبسون الذي كانت على علاقة عاطفية به وانجبت منه طفلا، وشغل منصب المنتج التنفيذي. في العام التالي، كان للزوجين تداعيات واسعة النطاق انتهت بمحاضر وإجراءات قانونية علنية وحدة بينهم

## وصلات خارجية
- أوكسانا جريجوريفا على موقع IMDb (الإنجليزية)
- أوكسانا جريجوريفا على موقع ميوزك برينز (الإنجليزية)
- أوكسانا جريجوريفا على موقع إن إن دي بي (الإنجليزية)
- أوكسانا جريجوريفا على موقع ديسكوغز (الإنجليزية)